# Літературна премія імені Аркадія Куляшова
Літерату́рна пре́мія і́мені Арка́дія Куляшо́ва (біл. Літаратурная прэмія імя Аркадзя Куляшова) — білоруська щорічна літературна премія за твори поезії та драматургії. Була заснована у 1979 році згідно з постановою Спілки білоруських письменників. Останнє нагородження відбулося у 1998 році.

## Лауреати
- 1980 — Петрусь Макаль, поетична збірка «Нива»
- 1981 — Олексій Русецький, збірка віршів: «Сходинки серця»
- 1982 — Сергій Законніков, книга віршів: «Поки живе моя береза»
- 1983 — Сергій Граховський, збірка поезій: «Осінні гнізда»
- 1984 — вірш Ніни Матяш: «Жнивна поема» (з кн. віршів «Серпень»).
- 1985 — Петро Приходзька, збірка поезій: «Поріг пам'яті»
- 1986 — Валентина Коутун, збірка поезій: «Метроном»
- 1987 — Степан Гаврусєв, книга віршів: «Плідність»
- 1988 — Раїса Боравикова, книга лірики: «Любов»
- 1989 — Казимир Камейша, збірка поезій: «Вірші дня»
- 1990 — Мар'ян Дукса, книга віршів і поем: «Снігові ягоди»
- 1991 — Микола Кусянков, книга віршів: «Дубрава»
- 1992 — Микола Малявка, збірка поезій: «Зимовий дощ»
- 1993 — Юрась Свірка, книга поезій: «Взаємність»
- 1994 — Василь Макаревич, книга поезій: «Везувій»
- 1995 — Олесь Касько, книга поезій: Час присутності
- 1996 — Роман Тармола, за вірші в «Полимі» та «ЛіМе» (з книги віршів «Причастя»).
- 1997 — Микола Купрєєв, книга поезій: «Провінційні фантазії»
- 1998 — Олесь Письмянков, книга поезій: «Вірші»